# Dawid Juraszek
Dawid Juraszek (ur. 1979 w Bielsku-Białej) - pisarz, autor kilkudziesięciu opowiadań w prasie literackiej i antologiach oraz artykułów i esejów, m.in. w Polityce, Newsweeku, Gazecie Wyborczej, Poznaj Świat i japońskim kwartalniku Courrier Japon; był także felietonistą Dziennika Polskiego. 

## Życiorys
Debiutował książkowo w 2009 r., publikując powieść orientalno-fantastyczną "Xiao Long. Biały Tygrys". Następnie w 2012 r. ukazał się jego zbiór opowiadań awanturniczych "Cairen. Drapieżca", a od 2013 r. cztery tomy cyklu "Jedwab i porcelana". W 2014 r. pod jego  redakcją ukazała się antologia opowiadań sarmackich "Szablą i wąsem". Zajmuje się przekładem literackim, pracuje w Chinach na uczelni wyższej.